# یواس‌اس دونیگل (۱۸۶۰)
یواس‌اس دونیگل (۱۸۶۰) (به انگلیسی: USS Donegal (1860)) یک کشتی بود که طول آن ۲۰۰ فوت (۶۱ متر) بود. این کشتی در سال ۱۸۶۰ ساخته شد.